# فهرست وابسته‌های دیپلماتیک بوتان

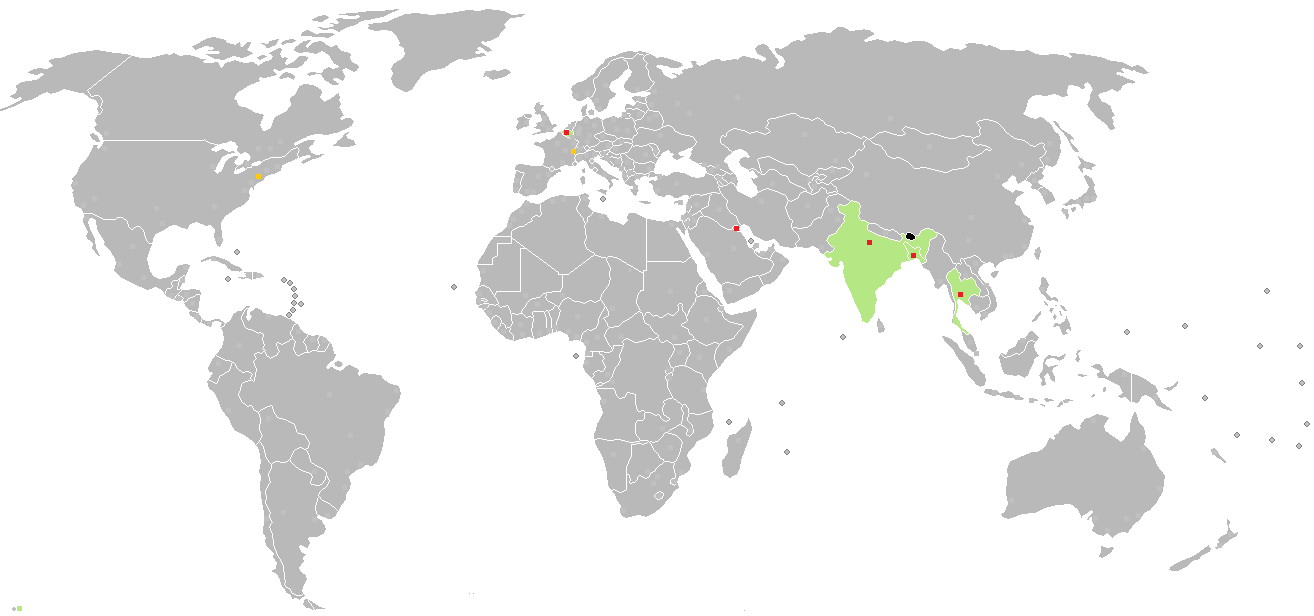
سفارتخانه‌های بوتان

فهرست سفارت‌های بوتان، فهرستی از مراکز سفارتخانه و کنسولگری کشور بوتان است.
پادشاهی بوتان کشوری محصور در خشکی در جنوب آسیا است. پایتخت آن تیمفو (تیمپو) می‌باشد. بوتان به علت نداشتن موقعیت استراتژیک، همچنین کوهستانی و سخت گذر بودن منطقه هرگز مورد توجه استعمارگران قرار نگرفت و حکومت همواره در اختیار پادشاهان محلی بوده‌است. سلسله وانگچوک در ۱۷ دسامبر ۱۹۰۷ حکومت را در این کشور به دست گرفت. پادشاهی بوتان کشوری منزوی است که روابط دیپلماتیک بسیار محدودی دارد.

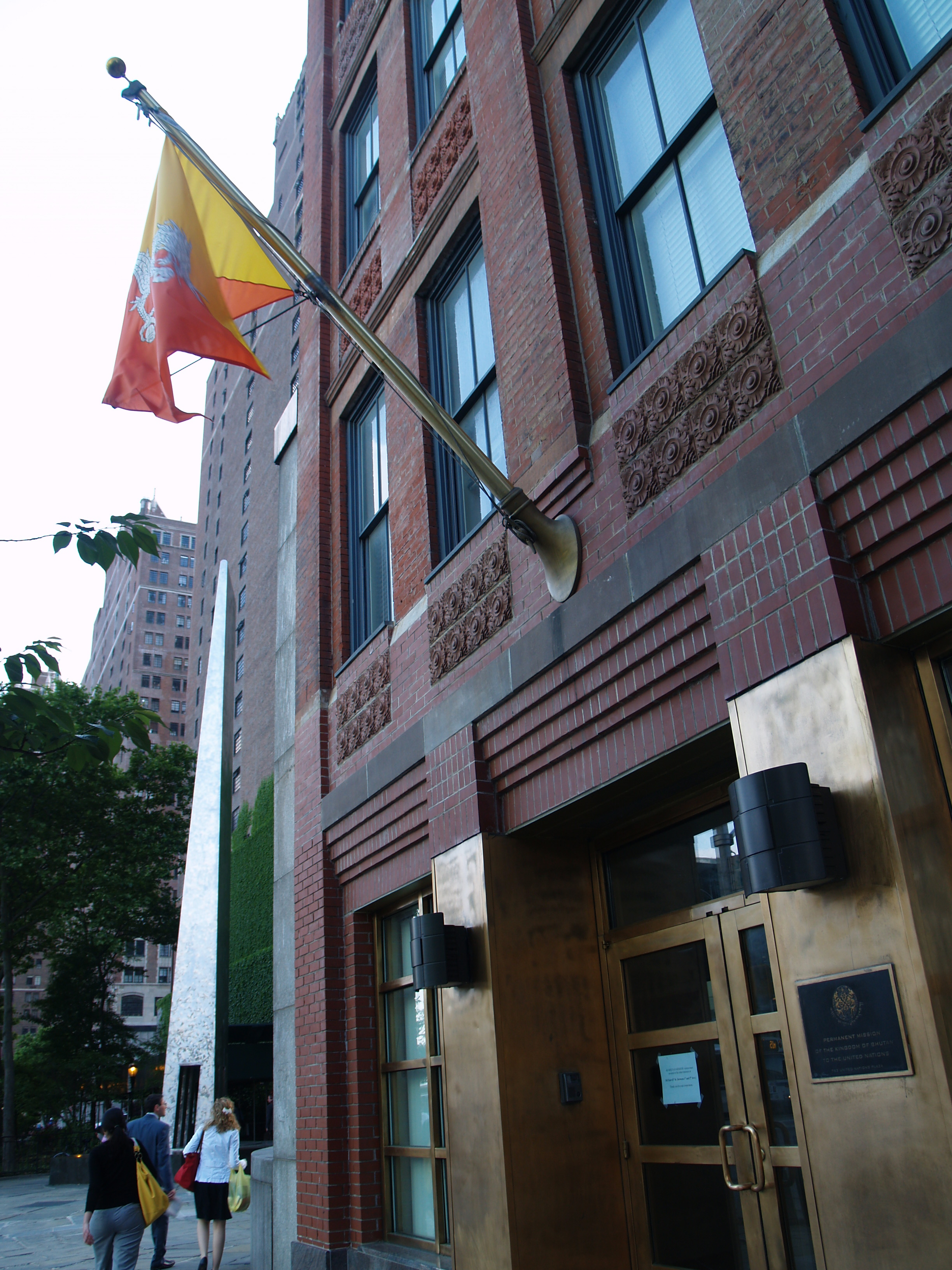
نمایندگی دائم بوتان در (مقر سازمان ملل) نیویورک

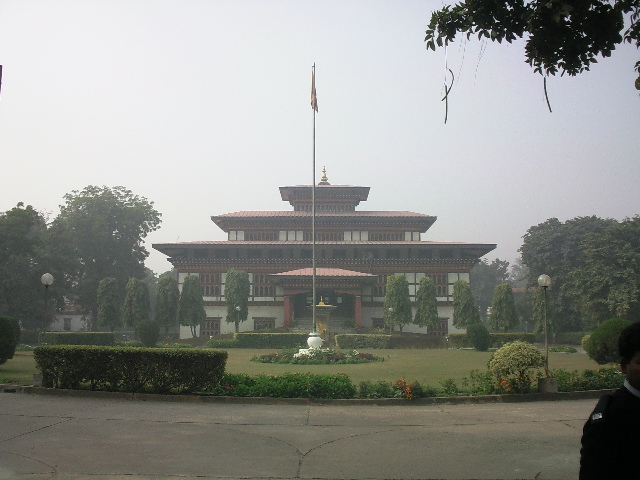
سفارتخانه بوتان در دهلی نو

## آسیا
- بنگلادش
  - داکا (سفارت)
- هند
  - دهلی نو (سفارت)
  - کلکته (کنسولگری)
- کویت
  - کویت (سفارت)
- تایلند
  - بانکوک (سفارت)

## اروپا

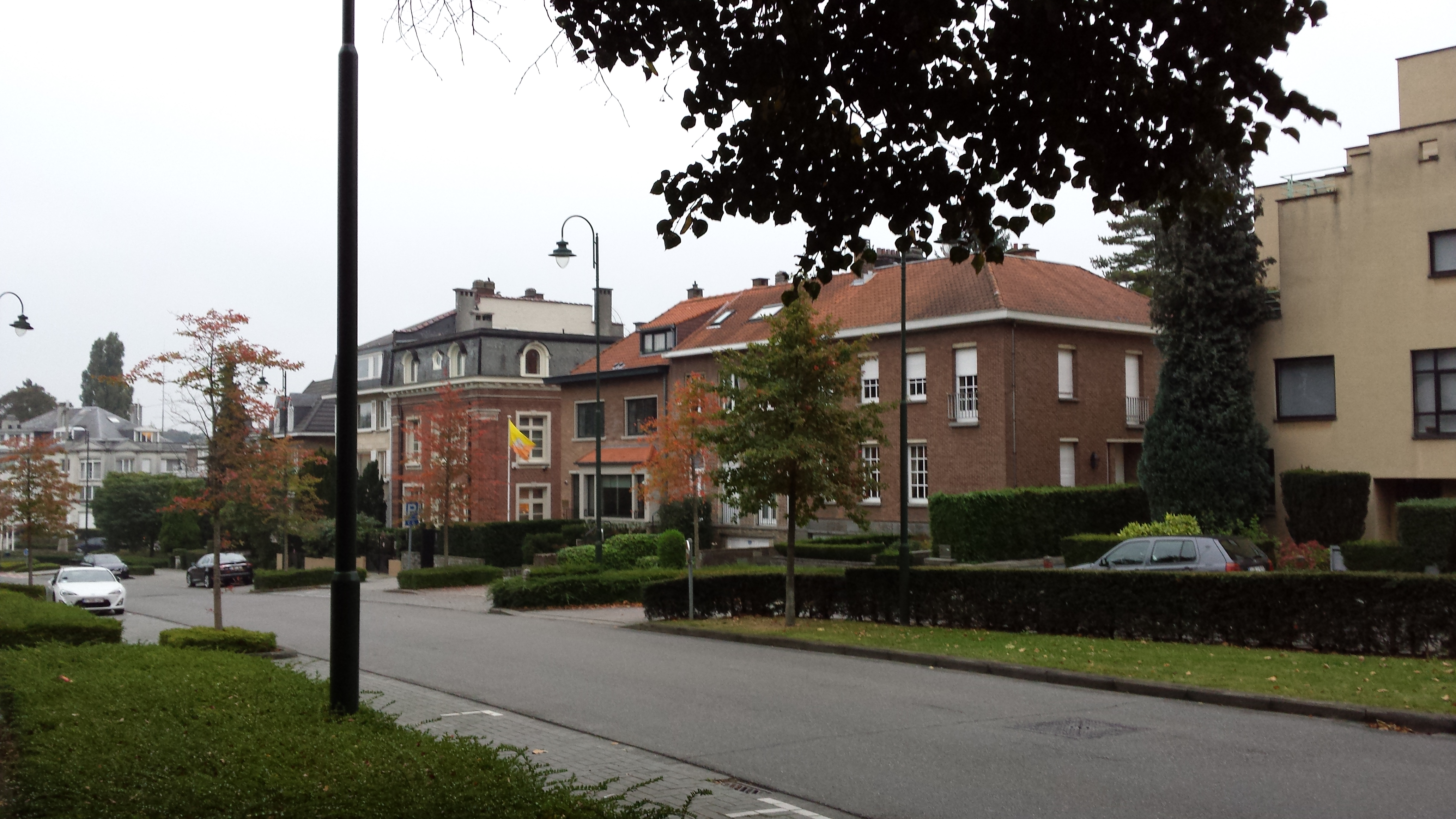
سفارتخانه بوتان در بروکسل

- بلژیک
  - بروکسل (سفارت)

## سازمان‌های چندجانبه
- بروکسل (نمایندگی دائم به اتحادیه اروپا)
- ژنو (نمایندگی دائم در سازمان ملل متحد)
- نیویورک (نمایندگی دائم در سازمان ملل متحد)